# The Batman
 The Batman és una sèrie de 15 capítols de Lambert Hillyer, estrenada el 1943, produïda per Columbia Pictures, que és una adaptació del còmic homònim Batman.
Lewis Wilson hi fa el paper de Batman i Douglas Croft el de Robin. J. Carrol Naish fa de dolent, un personatge inèdit anomenat doctor Daka. S'hi troba també Shirley Patterson en el paper de Linda Page i William Austin en el paper d'Alfred Pennyworth.
Aquesta pel·lícula és la primera adaptació audiovisual de Batman. Hi surt per primera vegada "The Bat's Cave", esdevingut més tard la "Batcave" en el còmics, amb la seva entrada dissimulada darrere un rellotge. Alfred Pennyworth feia panxa i anava afaitat en el còmics en aquell temps, i el serial el mostra prim i mostatxut. L'Alfred del còmic va canviar d'aspecte per assemblar-se a la seva versió del serial.

## Argument
Batman i Robin s'enfronten al doctor Daka, un espia japonès que ha inventat una màquina que controla els esperits.

## Context
La pel·lícula va ser rodada durant la Segona Guerra Mundial, i com era normal veure en nombroses obres populars americanes de ficció, es troben elements racistes cap als japonesos (el dolent és un espia japonès, i Robin l'insulta en una escena dient-li que és "tan groc com la [seva] pell"). La pel·lícula tenia també un pressupost molt limitat, corrent en nombrosos serials de Columbia. Fins i tot sota la identitat de Batman i Robin, Bruce Wayne i Dick Grayson se servien sempre del mateix Cadillac conduïda per Alfred, el Batmobile és absent de la història.
Quan va ser venut en format VHS cap a finals dels anys 1980, va ser molt modificat per tal de fer perdre els continguts considerats racistes. Contràriament a una creença popular, no era degut al fet que la Columbia havia estat comprada per la Sony (empresa japonesa), ja que aquesta versió modificada va ser venuda per un distribuïdor independent, Goodtimes Home Video.
Tanmateix, la cadena privada American Movie Classics ha passat el serial i la seva continuació sense talls ni censura, al començament dels anys 1990.
Sony va treure el serial en DVD l'octubre de 2005. Aquest DVD és una versió no modificada, a excepció del segon capítol, que li falta la seva seqüència "Capítol següent".

## Repartiment
- Lewis Wilson: Batman/Bruce Wayne
- Douglas Croft: Robin/Dick Grayson
- J. Carrol Naish: Doctor Tito Daka/Prince Daka'
- Shirley Patterson: Linda Page
- William Austin: Alfred Pennyworth

## Títols dels capítols
1. The Electrical Brain (El Cervell Elèctric)
2. The Bat's Cave (La Gruta del Rat-Penat)
3. Mark of the Zombis (La Marca dels Zombis)
4. Slaves of the Rising Sun (Els Esclaus del Sol Ixent)
5. The Living Corpse (El Cadàver Viu)
6. Poison Peril (Perill al Verí)
7. The Phony Doctor (El Fals Doctor)
8. Lured by Radium (Entrenat per Radi)
9. The Sign of the Esfinx (El Signe de l'Esfinx)
10. Flying Spies (Espies Voladors)
11. A Nipponese Trap (Una Trampa Nipona)
12. Embers of Evil (Les Brases del Mal)
13. 8 Steps Down (8 Passos cap a la Part Baixa)
14. The Executioner Strikes (El botxí ataca)
15. Doom of the Rising Sun (La Condemnació del Sol Ixent)